# Sweeney Todd
Sweeney Todd är en fiktiv brittisk barberare och seriemördare som skall ha skurit halsen av kunder i sin raksalong i London och låtit göra köttpajer av kropparna. Detta skulle ha ägt rum omkring år 1800 (1846 enligt en av musikalversionerna) och resulterat i avrättning genom hängning för Todd. Redan på 1800-talet uppmärksammades bristen på konkreta bevis för Todds existens och flera drag i berättelsen kan spåras till äldre berättelser. Icke desto mindre framställs Todd än i dag för det mesta som en historisk figur och figurerar flitigt i framför allt anglosaxisk populärkultur.

## Dramatisering
Berättelsen om Sweeney Todd dramatiserades som musikal av Stephen Sondheim (musik och sångtexter) och Hugh Wheeler (manus). Musikalen hade premiär 1979. Originaluppsättningen spelades på Broadway över 550 gånger. Den fick utmärkelsen Tony Award för bästa musikal 1979. Musikalen låg senare till grund för Tim Burtons film Sweeney Todd 2007 med Johnny Depp i huvudrollen.